# يوحنا الداري
يوحنا (ازدهر حوالي 825 - 860 م)، والمعروف أيضًا باسم إيفانيس السرياني، كان كاتبًا سريانيًا أرثوذكسيًا والأسقف المتروبوليتاني لدارا (أناستاسيوبوليس). كتب بشكل موسع في اللاهوت والفلسفة والطقوس باللغة السريانية.

## الحياة
لا يُعرف شيء عن حياة يوحنا سوى الحقائق التي تفيد بأنه رُسِّم حوالي عام 825 مطرانًا لمدينة دارا من البطريرك ديونيسيوس الأول وأنه قبل ذلك كان راهبًا في دير الزعفران. في عام 837، كرّس ديونيسيوس كتابه "التاريخ الكنسي" المفقود إلى يوحنا. ويخاطبه في المقدمة التي حفظت في سجل ميخائيل الكبير:
"وبما أن نفسك متلهفة بشدة، وبشغف لا يُكبح، لجمع الحكمة، أنت، يا من أنت أعزّ عليّ من أيّ شخص، يا ابني الروحي [يوحنا]، مطران دارا؛ وبما أن المعرفة الإلهية لا تكفيك، ولا حتى العقائد الأرثوذكسية التي تربيت عليها منذ نعومة أظافرك حتى شاب شعرك...فإنني أرى أنك مشتعِل الرغبة في تحصيل الحكمة، إلى درجة أنك لا بدّ تتأمل أيضاً في النصوص التي تتضمّن روايات عن الأحداث التي وقعت في العالم. لكن، أليس من الأحرى أن تتكلف العناء لتوفير تسليتك بنفسك؟... ومع ذلك، وبسبب إلحاحك المليء بالحماسة، الذي أجبرني على أن أتذكّر أنني أنا أيضاً، إن أردنا قول الحقيقة، كنت أشعر بتلك الرغبة ذاتها – إلى حد أنني في وقتٍ من الأوقات شاركت كثيرين حماسي لرؤية ما حدث وما يحدث في زماننا مكتوباً ليُحفظ للأجيال القادمة – لكنهم رفضوا القيام بذلك، فقد عقدت العزم في النهاية على أن أتحمل هذا العبء أنا أيضًا..."
يمكن إرجاع أحد أطروحات يوحنا إلى عهد بطريركية خليفة ديونيسيوس، يُوحنا الرابع [الإنجليزية] (846-873). وقد أُلف نموذج من نفس الرسالة استجابة لطلب من المفريان باسيليوس الثاني (848-858). ويبدو أن يوحنا قد توفي في عام 860، وذلك عندما كُرس خليفته، أثناسيوس حكيم، وفقًا للقديس ميخائيل الكبير.

## الأعمال
تُنسب إلى يوحنا رسائل عن النفس (في ثمانية فصول)، الفردوس، الخلق، تدبير الخلاص [الإنجليزية]، قيامة يسوع، عيد العنصرة، اكتشاف الصليب الحقيقي، الشياطين، والعقيدة المسيحية بشكل عام. كما كتب أيضًا أطروحة ضد الهراطقة [الإنجليزية] ، وترجمة [الإنجليزية] ، وتعليقًا على الأعمال المنحولة الديونيسيوسية [الإنجليزية] في التسلسل الهرمي السماوي [الإنجليزية] وفي التسلسل الهرمي الكنسي. يُنسب إليه في بعض المخطوطات كتاب عن الكهنوت (في أربعة فصول)، وفي مخطوطات أخرى يُنسب إلى يوحنا مارون، وينسبه البعض إلى موسى بن كيفو [الإنجليزية]. ولم يُنشر أي منها باستثناء بعض الاقتباسات. أعماله المنشورة الوحيدة هي أطروحة عن القربان المقدس في أربعة فصول، والمعروفة باسمها اللاتيني التقدمة (De oblatione) أو التعليق على الليتورجيا، وتعليقاته الأربعة على قيامة الجسد [الإنجليزية].
في كتابه "التقدمة"، يستخدم يوحنا عبارة "ارتداء الجسد" لوصف التجسد. هذه العبارة، الشائعة في السريانية في كنيسة المشرق التي تؤمن بالديانة المسيحية الديوفيزية، أصبحت نادرة بين السريان الأرثوذكس الذين يؤمنون بالديانة المسيحية في زمن يوحنا. ويقارن ارتداء جسد الكلمة (يسوع) بلبس الكاهن للثياب الكهنوتية.
لقد دُرسَت أطروحة يوحنا عن الروح، المعروفة من مخطوطتين والتي لم تنشر بعد، بمزيد من التفصيل. وهو يتضمن أطروحة كاملة حول نفس الموضوع بقلم يوحنا الأتاربي [الإنجليزية]. ويقتبس أيضًا من أطروحة أفلاطونية منحولة [الإنجليزية] بعنوان "في وجود فضائل الروح"، والتي كُتبت في الأصل باللغة اليونانية ولكنها لم تصل إلا باللغة العربية. يبدو أن اقتباسات يوحنا السريانية تُظهر أن ترجمة سريانية كاملة قد تمت وأن الترجمة العربية قد تم إجراؤها منها. في أطروحته عن الروح، اقترح يوحنا تصنيفًا جديدًا للرذائل، والذي ربما أخذه من العمل اليوناني: كل رذيلة تقابل فضيلة ورذيلة أخرى. على الرغم من أن هذا يعني أن عدد الرذائل أكبر بمرتين من عدد الفضائل، فإن كل فضيلة تمثل توازن رذائلها المتعارضة.
بحسب كتاب ابن العبري (الحدودي [الإنجليزية]) الذي كتب في القرن الثالث عشر، كانت كتابات يوحنا مطلوبة من الأديرة لقراءتها. يستشهد يعقوب بن صليبي بتعليقه إما على العهد الجديد بأكمله أو على الأناجيل فقط، ولكن يبدو أن هذا العمل قد ضاع.

## ملحوظات
1. 1 2  مذكور في: ملف استنادي متكامل. مُعرِّف الملف الاستنادي المُتكامِل (GND): 124481620. الوصول: 28 مارس 2021. لغة العمل أو لغة الاسم: الألمانية. المُؤَلِّف: مكتبة ألمانيا الوطنية.
2. 1 2 3 4 5 6  Varghese 1999، صفحات xi–xii.
3. 1 2 3 4 5 6 7 8 9 10 11 12 13  Brock 2018.
4. 1 2 3 4  Barsoum 2003، صفحات 390–392.
5. ↑  Wright 1894، صفحة 200.
6. ↑  Palmer 1993، صفحات 90–91.
7. ↑  Wright 1894، صفحات 204–205.
8. ↑  Shemunkasho 2020.
9. ↑  Brock 1997، صفحة 253.
10. ↑  Zonta 2015، abstract.
11. ↑  Zonta 2015، صفحة 131.

## الطبعات
- Sader، Jean، المحرر (1970). Le "De Oblatione" de Jean de Dara. Corpus Scriptorum Christianorum Orientalium, 308–309. Peeters. ج. 2 vols.
(A critical edition of the Syriac text.){{استشهاد بكتاب}}:  صيانة الاستشهاد: postscript (link)
- Shemunkasho، Aho، المحرر (2020). John of Dara: On The Resurrection of Human Bodies. Bibliotheca Nisibinensis, 4. Gorgias Press.
- Varghese، Baby، المحرر (1999). John of Dara: Commentary on the Eucharist. Moran Etho, 12. St. Ephrem Ecumenical Research Institute.
(An English translation of Sader's text.){{استشهاد بكتاب}}:  صيانة الاستشهاد: postscript (link)

## فهرس
- Barsoum، Ignatius Aphram (2003). The Scattered Pearls: A History of Syriac Literature and Sciences. ترجمة: Matti Moosa (ط. 2nd revised). Gorgias Press.
- Brock، Sebastian (1997). A Brief Outline of Syriac Literature. St. Ephrem's Ecumenical Research Institute.
- Brock، Sebastian P. (2018) [2011]. "Iwannis of Dara". في Sebastian P. Brock؛ Aaron M. Butts؛ George A. Kiraz؛ Lucas Van Rompay (المحررون). Gorgias Encyclopedic Dictionary of the Syriac Heritage: Electronic Edition. Gorgias Press [online ed. Beth Mardutho]. مؤرشف من الأصل في 2024-12-09.
- Palmer، Andrew (1993). The Seventh Century in the West-Syrian Chronicles. Liverpool University Press.
- Shemunkasho، Aho (2010). "Jacob of Serugh and His Influence on John of Dara as Exemplified by the Use of Two Verse-Homilies". في George Kiraz (المحرر). Jacob of Serugh and His Times: Studies in Sixth-Century Syriac Christianity. Gorgias Press. ص. 163–198.
- Võõbus، Arthur (1976). "Important Manuscript Discoveries of Iwannis of Dara and His Literary Heritage". Journal of the American Oriental Society. ج. 96 ع. 4: 576–578. DOI:10.2307/600090. JSTOR:600090.
- Wright، William (1894). A Short History of Syriac Literature (PDF). Adam and Charles Black. مؤرشف من الأصل (PDF) في 2022-06-01.
- Zonta، Mauro (2014). "Iwānnīs of Dārā's Treatise on the Soul and Its Sources: A New Contribution to the History of Syriac Psychology around 800 AD". في E. Coda؛ C. Martini Bonadeo (المحررون). De l'Antiquité tardive au Moyen Âge: Études de logique aristotélicienne et de philosophie grecque, syriaque, arabe et latine ofertes à Henri Hugonnard-Roche. Études Musulmanes, 44. Vrin and Paris. ص. 113–122.{{استشهاد بكتاب}}:  صيانة الاستشهاد: مكان بدون ناشر (link)
- Zonta، Mauro (2015). "Iwānnīs of Dārā On Soul's Virtues: About a Late Antiquity Greek Philosophical Work among Syrians and Arabs" (PDF). Studia graeco-arabica. ج. 5: 129–143. مؤرشف من الأصل (PDF) في 2024-05-20.

## روابط خارجية
- يوحنا، متروبوليت دارا – مواليد 800–850 في قاموس السيرة السريانية
- السيد الفاتيكان. 100
- ترجمات ليزا أندرسون غير المنشورة لـ:
  - الرسالة الأولى في الكهنوت
  - الرسالة الثانية في الكهنوت
  - تعليق على الكهنوت السماوي الأعظم
  - تعليق على الكهنوت الأعظم الكنسي